# No Place Like Home
No Place Like Home är rockgruppen Big Countrys femte album från 1991.

## Låtlista
1. We're Not in Kansas (6:12)
2. Republican Party People (4:02)
3. Dynamite Lady (5:35)
4. Keep on Dreaming (4:00)
5. Beautiful People (5:33)
6. The Hostage Speaks (5:52)
7. Beat the Devil (4:04)
8. Leap of Faith (5:44)
9. You, Me and the Truth (5:19)
10. Comes a Time (3:54)
11. Ships (4:01)
12. Into the Fire (5:53)
13. Heart of the World (3:45)
14. Kiss the Girl Goodbye (5:12)
15. Freedom Song (4:32)